# Beauvoir (Oise)
Beauvoir település Franciaországban, Oise megyében. Lakosainak száma 224 fő (2022. január 1.). Beauvoir Bonvillers, Breteuil, Chepoix, Saint-André-Farivillers, Tartigny és Vendeuil-Caply községekkel határos.

## Népesség
A település népességének változása:
| Lakosok száma | 271  | 265  | 256  | 238  | 225  | 216  | 212  | 208  | 224  |
|               | 2013 | 2015 | 2016 | 2017 | 2018 | 2019 | 2020 | 2021 | 2022 |